# Trichocera hypandrialis
Trichocera hypandrialis är en tvåvingeart som beskrevs av Nakamura och Saigusa 1997. Trichocera hypandrialis ingår i släktet Trichocera och familjen vintermyggor. Inga underarter finns listade i Catalogue of Life.